# فوجیوارا نو کانه‌میچی
فوجیوارا نو کانه‌میچی (انگلیسی: Fujiwara no Kanemichi؛ ۹۲۵ – ۲۰ دسامبر ۹۷۷) سیاستمدار، کانپاکو و سشو در زمان امپراتور آنیو در دوره هی‌آن اهل ژاپن بود.